# Курык ен
Ку́рык ен (мар. курык, гора + еҥ, человек; букв. «горный человек») — в марийской мифологии культурный герой.

## Описание
Курык ен (курык кугу ен) букв. «большой горный человек» от мар. kuryk, гора (ср. эст. kuruk, саам. kuodz' — гора, холм). Согласно некоторым источникам, у Курык ена в Вятской земле есть невидимый город на горе, который могут видеть иногда только некоторые из его любимцев, но шум, производимый его воинами, бывает слышен иногда всем. Когда проходишь мимо той горы, следует идти молча, а если будешь говорить про него, то захвораешь и умрёшь. Когда бывает падёж скота, то, говорят, что Курык ен насылает своих воинов резать и есть скот. В мифах, аналогичных мифам о Кугуене, Курык ен — посредник между человеком и Юмо, стоящий всего одной ступенькой ниже самого верховного бога. При жизни он был предводителем, защитником марийского народа, после смерти стал духом. В каждой деревне Курык ену посвящена особая роща, где ему жертвуют скот (жеребёнка, быка и утку), одежду, а также сыченого пива, иногда и вина. Помощникам Курык ена жертвуют зимой зайца, летом — утку. В священной роще Курык ену посвящали сосну.
У некоторых групп мари Курык ену соответствовал Кукарка (Курык кугыза).